# ノースウエスト準州

ノースウエスト準州
Northwest Territories
Territoires du Nord-Ouest

| ノースウエスト準州の旗 | ノースウエスト準州の印 |
| ---------------------- | ---------------------- |
| （準州旗）             | （準州章）             |

モットー: なし

| 基本データ                                 | |
| 準州の花                                   | チョウノスケソウ |
| 準州の木                                   | アメリカカラマツ（英語版） |
| 準州の鳥                                   | シロハヤブサ |
| 準州都                                     | イエローナイフ |
| 最大の都市                                 | イエローナイフ |
| 準州の公用語                               | 英語、仏語、クリー語、ドグリブ語、チペワイアン語、南スレイビー語、北スレイビー語、グウィッチン語、イヌイナクトゥン語、イヌクティトゥット語、イヌヴィアルクトゥン語 （合計：11言語） |
| 面積 - 総計 - 陸地 - 水域（割合） 最高標高 | （国内第3位） 1,346,106 km² 1,183,085 km² 163,021 km² (12.11%) 2,773 m |
| 人口（2021年） - 総計 - 人口密度           | （国内第11位） 41,070 人 0.03 人/km² |
| GDP（2011年） - 州合計 - 1人当たり         | （国内第11位） 47億9,100万[1]カナダドル 10万8,394カナダドル |
| 連邦政府加入 - 順番 - 加入年月日           | 5番目 1870年7月15日 |
| 時間帯                                     | 山岳部標準時（MST、UTC-7） 山岳部夏時間（MDT、UTC-6） |
| 郵便コード 郵便番号 ISO 3166-2:CA          | NT X0、X1 CA-NT |
| 公式サイト                                 | https://www.gov.nt.ca/ |
| 行政                                       | |
| 弁務官                                     | マーガレット・トム（英語版） ジェラルド・キソン（英語版）（次期弁務官） |
| 準州首相                                   | R・J・シンプソン（英語版）（無所属） |
| カナダ議会 -下院議席数 -上院議席数         | 1 |

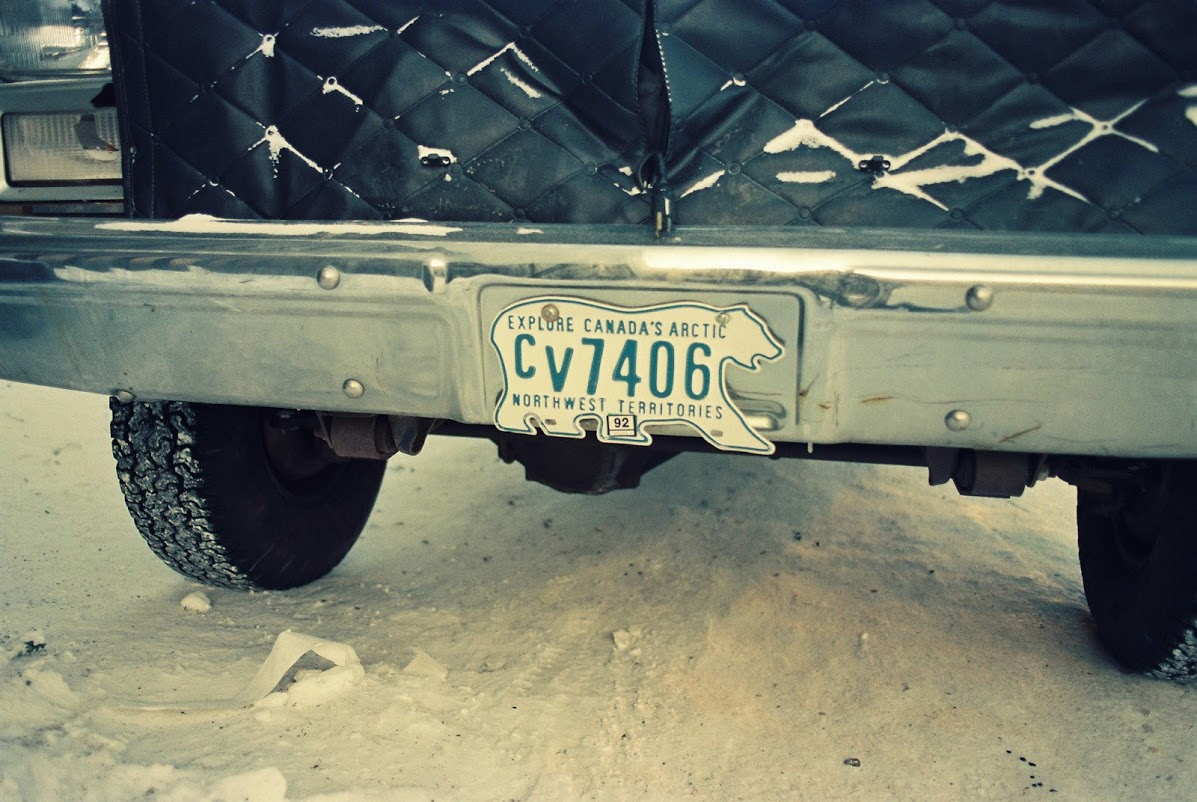
ノースウエスト準州時代、自動車のライセンスプレートは熊の形であった。

ノースウエスト準州（ノースウエストじゅんしゅう、英: Northwest Territories、仏: Territoires du Nord-Ouest）は、カナダの準州のひとつ。北西準州とも表記される。西はユーコン準州、東はヌナブト準州、南はブリティッシュコロンビア州、アルバータ州、サスカチュワン州と接する。北はボーフォート海に面する。バンクス島やプリンスパトリック島の全域、およびヴィクトリア島やメルヴィル島の一部などの島嶼を含む。
| 母語話者（ノースウエスト準州） 2006 | 母語話者（ノースウエスト準州） 2006 | 母語話者（ノースウエスト準州） 2006 | 母語話者（ノースウエスト準州） 2006 | 母語話者（ノースウエスト準州） 2006 |
| ----------------------------------- | ----------------------------------- | ----------------------------------- | ----------------------------------- | ----------------------------------- |
|                                     |                                     |                                     |                                     |                                     |
| 英語                                | 英語                                |                                     | 77.54%                              | 77.54%                              |
| アサバスカ諸語                      | アサバスカ諸語                      |                                     | 11.58%                              | 11.58%                              |
| フランス語                          | フランス語                          |                                     | 2.40%                               | 2.40%                               |
| イヌクティトゥット語                | イヌクティトゥット語                |                                     | 1.71%                               | 1.71%                               |

| 人種構成（ノースウエスト準州） 2006 | 人種構成（ノースウエスト準州） 2006 | 人種構成（ノースウエスト準州） 2006 | 人種構成（ノースウエスト準州） 2006 | 人種構成（ノースウエスト準州） 2006 |
| ----------------------------------- | ----------------------------------- | ----------------------------------- | ----------------------------------- | ----------------------------------- |
|                                     |                                     |                                     |                                     |                                     |
| 先住民                              | 先住民                              |                                     | 50.3%                               | 50.3%                               |
| 白人                                | 白人                                |                                     | 44.2%                               | 44.2%                               |
| 黒人                                | 黒人                                |                                     | 0.9%                                | 0.9%                                |
| その他の有色人種                    | その他の有色人種                    |                                     | 4.6%                                | 4.6%                                |

## 歴史
マッケンジー川流域には、1万年前より先住民族であるデネ（Dene）族が居住していた。また約5000年前にはイヌイットはアジア大陸からベーリング海を渡ってこの地域へ移住してきた。
欧州人が初めてこの地を訪れたのは、1789年にアレグザンダー・マッケンジー（Alexander Mackenzie）が現在のマッケンジー川を探索した頃である。
1867年に連邦制のカナダ自治領が成立した際、ハドソン湾会社が所有するルパート・ランドと北西地域（旧・北西会社領）はカナダへ組み入れられる前提となっていた。1868年英議会でルパート・ランド法が成立し、1869年12月1日付けで両領土は30万ポンド（2010年の価値で40億円程度）で購入された。しかしルパート・ランド南部のレッドリバー植民地では、元来多数を占めていたフランス系のメティらと流入しつつあるイギリス系移住者との間で緊張が高まっており、反フランス語主義者として有名だったウィリアム・マクダゴール(William McDougall)が測量調査を実施し副総督として着任することをきっかけとして、ルイ・リエル率いる臨時政府によるレッドリバーの反乱が起きた。この反乱は1870年マニトバ法によって収束し、1870年7月15日にノースウエスト準州およびマニトバ州が成立した。
当初ノースウエスト準州の暫定政府はマニトバ州の首府でもあったFort Garry（現在のウィニペグ市）に置かれ、マニトバ州副総督が暫定政府の長を兼ねるなど一体的な施政が行われた。1875年North-West Territories Actによって正式な準州政府が発足すると、1876年にFort Livingstone（サスカチュワン州ペリーの近郊）、ついで1877年にBattleford（サスカチュワン州）へと移転した。Battlefordはノースウエスト準州の恒久的首府とする計画で政庁も建設されたが、カナダ太平洋鉄道の経由地がレジャイナに変更されたことから1883年に準州政府も移転した。人口流入によって1905年サスカチュワン州とアルバータ州が成立すると、レジャイナはサスカチュワン州の州都となり、一方準州には人口希薄な（イヌイットを除くと1,000名ほど）北部のみが残され、議会は解散、政府は連邦首都であるオタワに移転した。ようやく1921年に官僚らからなる評議会がオタワで再開されるが、準州在住の評議員は1947年まで存在しなかった。一方でFort Smithには1911年に行政庁が開設され、1967年にイエローナイフが準州首府に選定されるまで実質的な準州首府として機能していた。もっとも首府機能の移転には長い時間がかかり、議事堂が落成したのは1993年になってのことである。
2023年8月、ノースウエスト準州内で山火事が頻発、230件以上の発生が見られた。同年8月16日、カナダ政府はイエローナイフと周辺に山火事が及ぶ危険性が高いとして、住民約2万人に対し避難命令を出した。

### 領域の変遷
当初のノースウエスト準州は、ブリティッシュコロンビア、北極諸島、五大湖岸、セントローレンス川岸と南部ケベック、大西洋諸州及びニューファンドランド・ラブラドール州を除くカナダほとんどの地域であった。その後の変遷は以下の通り。
- 1876年、ハドソン湾西岸をキーワティン地区として分離した。
- 1880年、北極諸島がイギリス本国から編入される。
- 1882年、アルバータ、アサバスカ（ほぼ2021年現在のアルバータ州、以下同じ）、サスカチュワン、アシニボイア（サスカチュワン州南部）の4地区が、次いで1895年にフランクリン（北極諸島）、マッケンジー（ノースウエスト準州本土）、アンガヴァ（ケベック州北部）、ユーコン（ユーコン準州）の4地区が設定された。
- 1898年、クロンダイク・ゴールドラッシュによりユーコン準州を分離。
- 1905年、アルバータ州とサスカチュワン州を分離し、マニトバ州とオンタリオ州の拡大によって縮小していたキーワティン地区を再統合。
- 1912年、アンガヴァ地区本土をケベック州に、キーワティン地区の北緯60度以南をオンタリオ州とマニトバ州に統合。
- 1999年、ヌナヴト準州を分離。

## 地理
カナダで最も長い河川であるマッケンジー川が流れ、グレートベア湖（世界で8番目に大きい）とグレートスレーブ湖（世界で10番目に大きい）がある。最高地点はユーコン準州との境界近くにあるニルヴァーナ山（2773 m）である。
北極圏では、夏の間太陽が沈まない白夜がある。それが終わるとオーロラが観測できる。

### 世界遺産
- ナハニ国立公園：（自然遺産）1978年登録。
- ウッド・バッファロー国立公園：（自然遺産）1983年登録。

## 主要な居住地
公式には33のコミュニティーが存在している。以下に人口1,000名を超えるコミュニティーを挙げる。
| 名前               | 種別                     | 行政区分       | 人口（2011年） |
| ------------------ | ------------------------ | -------------- | -------------- |
| イエローナイフ     | 市                       | ノーススレーブ | 19,234         |
| ヘイリバー         | 町                       | サウススレーブ | 3,606          |
| イヌヴィック       | 町                       | イヌヴィック   | 3,463          |
| フォートスミス     | 町                       | サウススレーブ | 2,093          |
| ベーチョコ         | トリチョー・コミュニティ | ノーススレーブ | 1,926          |
| フォートシンプソン | 村                       | デーチョ       | 1,238          |

## 政治
他のカナダの州と比べて、ノースウエスト準州の政府は自治権限が少ない。大きなところでは、自身の基本法(Northwest Territories Act)を改定する権限がなく、また準州の土地の大部分は連邦政府に所属しておりその管理権限がない。それ以外にも、地方債の発行に連邦政府の承認が必要だったり、公営企業の設立に制限が加えられていたりする。
ノースウエスト準州の首長は、連邦政府の先住民問題・北方開発大臣の推薦に基づき総督によって任命される弁務官(commissioner)である。かつては実際に準州政府を率いる立場であったが、1967年以降準州議会に権限が委譲され、各州の副総督と同様の象徴的地位になった。副総督がカナダ国王の代理人であるのに対し、弁務官は連邦政府から派遣される官僚であるという違いがある。
議会(Legislative Assembly)は19の選挙区から単純小選挙区制によって選出された19名の議員からなり、議員の互選によって議長を、そして知事(premier)と6名の閣僚を選出する合意制政治である。準州政治に政党は存在せず、各議員は選挙区を代表する個人として議事に臨むことが求められる。議会の意志決定は多数決による。
カナダ議会においては、上院に1議席、下院に1議席を有している。
ノースウエスト準州は過去から様々な先住民族問題を抱えている。例えば、1940年代にウランの鉱脈が発見されたが、ウラン鉱石の運搬にあたって被曝したデネ（Dene）族の将来についての問題がある。他にも、歴史的にはデネ族とイヌイットとの民族間の争いもある。ヌナブト準州が創設されたのもイヌイットからの自治権譲渡要求に応えたものであった。

## 公用語
ノースウエスト準州ではその多民族性を反映し、11の言語が公用語に定められている。
1. チペワイアン語（Dene Suline）、（フランス語: Chipewyan）
2. クリー語（Cree）、（フランス語: Cri）
3. 英語（English）、（フランス語: Anglais）
4. フランス語（French）、（フランス語: Français）
5. グウィッチン語（Gwich’in）、（フランス語: Gwich’in）
6. イヌイナクトゥン語（Inuinnaqtun）、（フランス語: Inuinnaqtun）
7. イヌクティトゥット語（Inuktitut）、（フランス語: Inuktitut）
8. イヌヴィアルクトゥン語（Inuvialuktun）、（フランス語: Inuvialuktun）
9. 南スレイビー語（South Slavey）、（フランス語: Slavey du sud）
10. 北スレイビー語（North Slavey）、（フランス語: Slavey du nord）
11. ドグリブ語（Tłı̨chǫ）、（フランス語: Tlichos）

## 経済
天然資源に恵まれ、ダイヤモンド、金、天然ガスなどを産する。

## 交通

### 道路
幹線道路は以下の8つ。フェリーによる渡河が必要な箇所では、冬は氷結河川を渡ることができるが、春秋には数週間にわたって交通不能になる。
1. Mackenzie Highway
アルバータ州境からヘイ川とマッケンジー川に沿うようにEnterprise-Fort Providence近郊- フォートシンプソン-Wrigleyに至る693 km。Yellowknife Highway分岐点までの南部は舗装されているが、それ以北はフォートシンプソン周辺を除いて未舗装である。2ヶ所でフェリーによる渡河がある。またWrigley以北Fort Good Hopeまでは冬季道路があり、イヌヴィックまで延長の計画がある。
2. Hay River Highway
Enterpriseからヘイ川に沿ってグレートスレーブ湖南岸のヘイリバーに至る38 km。全て舗装されている。
3. Yellowknife Highway
Fort Providence近郊でMackenzie Highwayから分岐し、マッケンジー川を渡りグレートスレーブ湖西岸を回ってベーチョコ経由でイエローナイフに至る339 km。
4. Ingraham Trail
イエローナイフから東へTibbitt湖に至る69 km。西側34 kmのみ舗装されている。
5. Fort Smith Highway
ヘイリバーから東へウッド・バッファロー国立公園を抜けてフォートスミスに至る267 km。国立公園内の60 km程度が舗装されていない。
6. Fort Resolution Highway
Fort Smith Highwayから分岐し、グレートスレーブ湖南岸のFort Resolutionに至る90 km。中程32 kmが未舗装である。
7. Liard Highway
ブリティッシュコロンビア州境からFort Liardを経てリアード川に沿うようにしてフォートシンプソンの南方でMackenzie Highwayに至るまでの254 km。全長が未舗装である。
8. デンプスター・ハイウェイ（Dempster Highway）
ユーコン準州境からFort McPherson-Tsiigehtchicを経てイヌヴィックに至る272 km。イヌヴィック近郊を除き未舗装である。2ヶ所でフェリーによる渡河がある。

### 空港
- イエローナイフ空港（Yellowknife Airport, IATA空港コード： YZF、ICAO空港コード： CYZF）

## 教育
幼稚園から高校までの数は不明であるが、大学が1校ある。その名はオーロラ大学で、教育学士と理学士が綬与される。この大学はほかに、日本の短期大学のようなプログラムもかねていて、イヌビク、フォートスミスとイエローナイフにキャンパスがある。